# Anisopodus brevis
Anisopodus brevis là một loài bọ cánh cứng trong họ Cerambycidae.